# Adolf Furtwängler
Adolf Furtwängler (Freiburg im Breisgau, 30 de junho de 1853 - Atenas, 10 de outubro de 1907) foi um arqueólogo, professor e historiador da arte alemão.
Educou-se em sua cidade natal e em Leipzig e Munique, onde foi colega de Johannes Overbeck e aluno de Heinrich von Brunn, cujo método comparativo de crítica de arte ele muito contribuiu para desenvolver. Depois de graduar-se com a dissertação Eros in der Vasenmalerei, recebeu uma bolsa de estudos e foi pesquisar na Itália e Grécia, onde participou de escavações em Olímpia junto com Heinrich Schliemann.
Em 1879 publicou o primeiro estudo abrangente sobre achados cerâmicos na área da arqueologia, junto com Georg Loeschcke, e nele se distinguiu pela primeira vez os estilos micênico e geométrico e se aprofundou a técnica da estratigrafia.
Em seguida foi indicado diretor assistente dos museus reais de Berlin e catedrático da universidade local, época em que publicou um extenso catálogo sobre as terracotas clássicas da Coleção Saburov. Em 1885 casou-se com Adelheid Wendt - com quem foi pai do insigne maestro Wilhelm Furtwängler - e no mesmo ano apareceu seu catálogo sobre cerâmica grega da Antikensammlung. Em 1895 publicou outro livro importante, Obras-primas da Escultura Grega, onde deu grandes contribuições à identificação de várias obras importantes, cujos resultados em parte permanecem válidos nos dias de hoje.
Em 1891 foi o responsável por uma reconstrução conjetural da Atena Lêmnia de Fídias e em 1884 sucedeu Brunn como professor de arqueologia clássica em Munique, onde se tornou diretor da Gliptoteca. Em 1900 lançou um estudo sobre gemas e suas inscrições, e com Karl Reichhold iniciou em 1904 a publicação de um grande estudo sobre vasos gregos, Griechische Vasenmalerei, continuado após sua morte por Friedrich Hauser. Na arqueologia de campo fez escavações no Templo de Afaia em Egina a partir de 1906, que resultou numa monografia, mas ali contraiu disenteria, da qual veio a falecer.
Furtwängler foi um escritor prolífico, tinha uma memória prodigiosa e uma penetrante capacidade crítica, e seu trabalho teórico não só dominou sua especialidade em seu tempo mas permanece uma referência importante para a atualidade. Seus discípulos constituíram a vanguarda da arqueologia e da crítica de arte nos anos seguintes à sua morte, e seus estudos ampliaram ainda mais a influência de seu mestre.